# Armagh (Pennsylvanie)
Pour les articles homonymes, voir Armagh (homonymie).
Armagh est un borough situé au sud-est du comté d'Indiana, en Pennsylvanie, aux États-Unis. En 2010, il comptait une population de 122 habitants. Le borough est incorporé le 10 avril 1824.

## Démographie
Lors du recensement de 2010, le borough comptait une population de 122 habitants. Elle est estimée, en 2019, à 126 habitants.

### Source de la traduction
- (en) Cet article est partiellement ou en totalité issu de l’article de Wikipédia en anglais intitulé « Armagh, Pennsylvania » (voir la liste des auteurs).